# 托尔宁帕尔泰
托尔宁帕尔泰（義大利語：Tornimparte），是意大利阿奎拉省的一个市镇。总面积65.87平方公里，人口2983人，人口密度45.3人/平方公里（2009年）。ISTAT代码为066101。